# Andrássy család (kászonjakabfalvi)
A kászonjakabfalvi Andrássy család egy XVIII. századból eredő magyar köznemesi család.

## Története
Andrássy Ferenc kapta a családban a nemesi címerlevelet 1721. február 10-én. Ferenc unokái voltak Péter és Albert, Albert fia pedig József. József fia, a Kászonjakabfalváról származó Ferenc volt, aki Törökszentmiklóson lakott, ott községi jegyzőként működött, és erdélyi nemesi bizonyítványaival rendelkezett. Így Heves vármegye is kihirdette a család nemességét 1816-ban.

## Címere
Kempelen Béla leírása a következő:
Czímer: kék paizsban borókafenyő, melynek gyökerei is látszanak s mely ágaival és leveleivel az egész paizsot betölti;  sisakdísz: s takarók: nincsenek leirva.